# Laserskæring
Laserskæring er en metode, der anvendes til udskæring af pladeemner i vilkårlig facon med anvendelse af laserlys. 
Teknologien har igennem de sidste godt 20 år betydet en væsentlig billiggørelse af mange mekaniske konstruktioner. Emner der tidligere har været fræsede i facon, kan nu laserskæres med en betragtelig tidsbesparelse til følge.
Foruden metal bruges teknikken også til at foretage udskæringer af plastic i pladetykkelser op til 30 mm med en CO2-laser. Laserskæring af plastic er et meget anvendt værktøj til hurtigt at skabe prototyper.
Ny online laserskæring af plast, træ og læder gør det muligt for artist og handyman at fremstille virkelige ting fra tegninger.

## References
1. ↑  Plexiglass-plade Laserskæring (Webside ikke længere tilgængelig)